# Ічикси
Ічи́кси (рос. Ичиксы, чув. Ичиксы) — село у складі Алатирського району Чувашії, Росія. Входить до складу Кувакінське сільського поселення.
Населення — 297 осіб (2010; 463 у 2002).
Національний склад:
- росіяни — 97 %